# Byrrhus artoprocerus
Byrrhus artoprocerus là một loài bọ cánh cứng trong họ Byrrhidae. Loài này được Fabbri & Zhou miêu tả khoa học năm 2003.